# Federation Cup (baseball)
La Federation Cup o Federations Cup è una manifestazione continentale di baseball, la terza per importanza per club europei dopo la Coppa dei Campioni e la Coppa CEB.

## Albo d'oro
| Anno | Sede       |                                                  | Primo                                            | Secondo                                          | Terzo |
| ---- | ---------- | ------------------------------------------------ | ------------------------------------------------ | ------------------------------------------------ | ----- |
| 2023 | Slovacchia | Dornbirn Indians                                 | Deurne Spartans                                  | CNTU Osdyssor Gorn                               |       |
| 2022 | Belgio     | Astros Valencia                                  | Brasschaat Braves                                | Diving Ducks                                     |       |
| 2021 | Belgio     | Olimpija Karlovac                                | Brasschaat Braves                                | Vienna Wanderers                                 |       |
| 2020 | Belgio     | Non disputata a causa della pandemia di COVID-19 | Non disputata a causa della pandemia di COVID-19 | Non disputata a causa della pandemia di COVID-19 |       |
| 2019 | Croazia    | Dornbirn Indians                                 | Vienna Metrostars                                | Borgerhout Squirrels                             |       |
| 2018 | Belgio     | Astros Valencia                                  | Sölvesborg Firehawks                             | Brasschaat Braves                                |       |
| 2017 | Spagna     | Borgerhout Squirrels                             | Astros Valencia                                  | Deurne Spartans Antwerp                          |       |
| 2016 | Rep. Ceca  | Draci Brno                                       | Sölvesborg Firehawks                             | Deurne Spartans Antwerp                          |       |